# Kadehalli, Turuvekere
Kadehalli là một làng thuộc tehsil Turuvekere, huyện Tumkur, bang Karnataka, Ấn Độ.